# Organisation démocrate-chrétienne d'Amérique
L'Organisation démocrate-chrétienne d'Amérique (en espagnol : Organización Demócrata Cristiana de América ; ODCA) est une organisation politique internationale régionale regroupant des partis politiques d'orientation démocrate chrétienne d'Amérique latine et des Caraïbes. Elle est affiliée à l'Internationale démocrate centriste.

## Historique
L'ODCA est fondée à Montevideo, lors d'une réunion tenue entre le 18 et le 23 avril 1947, par 31 représentants d'Argentine, du Brésil, du Chili, du Pérou et de l'Uruguay, dont Eduardo Frei Montalva, futur président du Chili, l'intellectuel brésilien Alceu Amoroso Lima, l'uruguayen Dardo Regules (pt), fondateur de l'Unión Cívica, et l'avocat argentin Manuel V. Ordoñez. Ils adoptent la « déclaration de Montevideo » considérée comme l'acte de fondation. Les statuts de l'OCDA ne sont cependant déposés qu'en 1949.
L'œuvre de Jacques Maritain, mais aussi du dominicain Louis-Joseph Lebret, directeur d'Économie et humanisme, a eu une influence importante sur l'émergence de cette démocratie chrétienne,. La Déclaration de 1947 proclame ainsi :
« créer un mouvement supranational aux bases et à la dénomination communes, dont le but est de promouvoir, par le biais de la réflexion et de l'action, une véritable démocratie politique, économique et culturelle, fondée sur les principes de l'humanisme chrétien, sur des méthodes soucieuses de liberté, de respect de la personne humaine et de développement de l'esprit de communauté, en opposition aux périls totalitaires croissants du néo-fascisme, du communisme et de la réaction capitaliste. »
Par « néo-fascisme », l'ODCA se réfère alors principalement au régime du général Juan Perón en Argentine. L'article 2 de la déclaration se réfère explicitement à l'« humanisme intégral » de Maritain, tandis que l'article 3 exclut tout parti confessionnel, entérinant la laïcité (« le mouvement n'aura pas d'aspect confessionnel, tous ceux qui en acceptent les principes pouvant y participer ») et obéissant aux consignes du Vatican, qui prohibe la constitution de partis catholiques (Graves de communi re, 1901; Ubi Arcano Dei (en), 1922) .
L'article 7 rejette le communisme, tandis que l'article 9 fait de la propriété la « base économique de la liberté et du progrès » ; en revanche, l'art. 8 proclame l'objectif du « dépassement du capitalisme, individualiste et étatique, par le moyen de l'humanisme économique » . 
Il s'agit donc, pour les fondateurs, de trouver une « troisième voie » entre capitalisme et communisme, individualisme et collectivisme, inspirée du personnalisme, de la doctrine sociale de l'Église et de l'« humanisme intégral » de Maritain, qui pourtant regarde d'un œil critique la démocratie-chrétienne européenne (au pouvoir en Italie avec Alcide De Gasperi et en Allemagne avec Adenauer).
La démocratie chrétienne s'affirme au Chili, avec l'élection d'Eduardo Frei Montalva en 1964, ainsi qu'au Venezuela, avec celle de Rafael Caldera en 1968.

## Membres titulaires
- Argentine : Parti démocrate-chrétien, Parti justicialiste (pourtant péroniste)
- Aruba : Parti populaire arubais
- Bolivie : Mouvement démocrate social, Parti démocrate-chrétien
- Bonaire : Union patriotique bonairienne
- Brésil : Démocrates
- Chili : Parti démocrate-chrétien
- Colombie : Parti conservateur
- Costa Rica : Parti de l'unité sociale-chrétienne
- Cuba : Parti démocrate chrétien
- Curaçao : Parti national du peuple
- République dominicaine : Parti réformiste social chrétien
- Équateur : Union démocrate-chrétienne
- Haïti : Rassemblement des démocrates nationaux progressistes
- Honduras : Parti démocrate-chrétien, Parti national
- Mexique : Parti action nationale
- Panama : Parti populaire
- Paraguay : Parti démocrate-chrétien
- Pérou : Parti populaire chrétien
- Saba : Mouvement populaire des Iles Windward
- Salvador : démocrate-chrétien
- Trinité-et-Tobago : Congrès national uni
- Uruguay : Parti démocrate chrétien
- Venezuela : Parti social-chrétien - COPEI

## Membres observateurs
- Brésil : Parti de la social-démocratie brésilienne, Démocratie chrétienne
- Guatemala : Démocratie-chrétienne guatemaltèque
- Pérou : Parti démocrate-chrétien
- Uruguay : Parti national
- Venezuela : Convergence

## Liens
- (es) Site officiel